# راد هولکامب
راد هولکامب (انگلیسی: Rod Holcomb؛ زادهٔ ۱ ژانویهٔ ۱۹۵۰) کارگردان تلویزیونی، تهیه‌کننده تلویزیونی و کارگردان فیلم اهل ایالات متحده آمریکا است.
از فیلم‌ها یا مجموعه‌های تلویزیونی که وی در آن‌ها نقش داشته است، می‌توان به گانگستر اشاره نمود.
وی همچنین برندهٔ جوایزی همچون جوایز امی ساعات پربیننده شده‌است.